# Grammia minea
Grammia minea là một loài bướm đêm thuộc phân họ Arctiinae, họ Erebidae.